# Чундиккулам (лагуна)
Чундиккулам (синг. කුම්බවැව Kumbavæwa, англ. Chundikkulam Lagoon) — лагуна на северо-востоке Шри-Ланки в округах Джафна и Килиноччи (Северная провинция). Иногда называется лагуна Элефант-Пасс. На узкой полосе земли, отделяющей лагуну от Бенгальского залива и являющейся началом полуострова Джафна, расположен город Чундиккулам. Площадь поверхности — 135 км².
Лагуну питает ряд мелких рек, текущих с юга, в том числе Пирамантхал-Ару, Пулутхи-Ару, Канакараян-Ару, Нетхели-Ару и Теравил-Ару. Имеется множество островков. Раньше была связана с лагуной Джафна, но после строительства дамбы Элефант-Пасс, лагуна стала озером. Вода лагуны немного солоноватая.
Лагуна окружена плантациями пальмировых пальм и кустарниками. В лагуне ловят креветок. Существует небольшое производство соли.
В лагуне изобилие морских трав и мангр. Широко представлены водоплавающие птицы, включая уток, ибисов, аистовых, лысух, чайковых, крачковых и другие прибрежных птиц.
Большая часть лагуны в 1938 году превращены в одноимённый птичий заповедник (Заповедник Чундиккулам).